# コブラナイ
コブラナイ (Coblynau) は、ウェールズ地方の鉱山に棲むとされる妖精。
ゴブリンの仲間とされる。キャサリン・ブリッグズは「ドイツに伝わる鉱山のゴブリン」との関連性を指摘し、水木しげるは『妖精大百科』でこの妖精について、ゴブリンの項目で紹介している
ドイツのコーボルト、イングランド・コーンウォールのノッカーに相当する。
黒、赤銅色の顔をし小柄であり単数だとコブラン(coblyn)、複数だとコブラナイと呼ぶ。
身長は50cmくらい（「18インチ」という説も）で、鉱夫の格好をしている。
見た目はとても醜いが、ノッカーのように「コンコン」と岩盤を叩く音をたて、鉱夫達に良質の鉱脈を知らせてくれるという。
他にも、コブラナイの姿を見たり聞いたりした者は、良い事があるといわれる。
馬鹿にされると、怒って目に見えない手で石を投げてくるとされる。ただ、それによって人が傷ついたりすることはないという。